# Melanie Paschke
Melanie Paschke (Braunschweig, 29 giugno 1970) è un'ex velocista tedesca.
In carriera è stata campionessa mondiale ed europea della staffetta 4×100 metri, rispettivamente nel 2001 e nel 1994, nonché campionessa europea indoor dei 60 metri piani nel 1998.

## Palmarès
| Anno | Manifestazione  | Sede       | Evento      | Risultato        | Prestazione | Note                          |
| ---- | --------------- | ---------- | ----------- | ---------------- | ----------- | ----------------------------- |
| 1993 | Mondiali        | Stoccarda  | 100 metri   | Semifinale       | 11"28       |                               |
| 1993 | Mondiali        | Stoccarda  | 4×100 metri | 5ª               | 42"79       |                               |
| 1994 | Europei indoor  | Parigi     | 60 metri    | Argento          | 7"19        |                               |
| 1994 | Europei         | Helsinki   | 100 metri   | Bronzo           | 11"28       |                               |
| 1994 | Europei         | Helsinki   | 4×100 metri | Oro              | 42"90       |                               |
| 1995 | Mondiali indoor | Barcellona | 60 metri    | Argento          | 7"10        | Miglior prestazione personale |
| 1995 | Mondiali        | Göteborg   | 100 metri   | 6ª               | 11"10       |                               |
| 1995 | Mondiali        | Göteborg   | 200 metri   | 4ª               | 22"60       | Miglior prestazione personale |
| 1995 | Mondiali        | Göteborg   | 4×100 metri | Bronzo           | 43"01       |                               |
| 1995 | Universiade     | Fukuoka    | 100 metri   | Oro              | 11"16       |                               |
| 1996 | Giochi olimpici | Atlanta    | 100 metri   | Semifinale       | 11"14       |                               |
| 1996 | Giochi olimpici | Atlanta    | 200 metri   | Semifinale       | 22"81       |                               |
| 1996 | Giochi olimpici | Atlanta    | 4×100 metri | Batteria         | dnf         |                               |
| 1997 | Mondiali        | Atene      | 100 metri   | 6ª               | 11"19       |                               |
| 1997 | Mondiali        | Atene      | 200 metri   | Quarti di finale | 23"22       |                               |
| 1997 | Mondiali        | Atene      | 4×100 metri | 4ª               | 42"44       |                               |
| 1998 | Europei indoor  | Valencia   | 60 metri    | Oro              | 7"14        |                               |
| 1998 | Europei indoor  | Valencia   | 200 metri   | Argento          | 22"50       | Miglior prestazione personale |
| 1998 | Europei         | Budapest   | 100 metri   | 5ª               | 11"07       |                               |
| 1998 | Europei         | Budapest   | 200 metri   | Bronzo           | 22"78       |                               |
| 1998 | Europei         | Budapest   | 4×100 metri | Argento          | 42"68       |                               |
| 2001 | Mondiali        | Edmonton   | 100 metri   | Quarti di finale | 11"60       |                               |
| 2001 | Mondiali        | Edmonton   | 4×100 metri | Oro              | 42"32       |                               |
| 2002 | Europei         | Monaco     | 100 metri   | 5ª               | 11"37       |                               |
| 2002 | Europei         | Monaco     | 4×100 metri | Argento          | 42"54       |                               |

## Altre competizioni internazionali
1994
- Coppa Europa di atletica leggera ( Birmingham)
- Argento in Coppa del mondo ( Londra), staffetta 4×100 metri - 43"22

1996
- Coppa Europa di atletica leggera ( Madrid)

1998
- 6ª in Coppa del mondo ( Johannesburg), 200 metri - 22"70

2002
- 5ª in Coppa del mondo ( Madrid), 100 metri - 11"37